# Jim Knobeloch
Jim Knobeloch, född 18 mars 1950 i Belleville, Illinois, är en amerikansk skådespelare. Han är mest känd för sin roll som  "Jake Slicker" i TV-serien Dr. Quinn.